# Bandera del Nepal
La bandera nacional del Nepal (Nepalès: नेपालको झण्डा) és l'emblema que representa la nació nepalesa. És l'única bandera estatal no rectangular del món i també serveix com a bandera civil.
La bandera combina dos gallardets (penons triangulars) units l'un sobre l'altre. L'interior de la bandera és vermell carmesí i tot el contorn està rodejat per una bordura blau marí. Dins s'hi troben dos símbols blancs: el sol i la lluna creixent.
La bandera actual fou adoptada el 16 de desembre de 1962, alhora que es formà un nou govern i entrà en vigor una nova constitució que la recollia expressament. La bandera és certament similar a la bandera que hi havia anteriorment (vigent des de 1743); el marge blau no recobria el pal i els símbols celestes tenien expressions facials.

## Simbologia
La bandera de Nepal és rica en simbologia:
- El vermell carmesí representa la valentia del poble nepalès (també és el color nacional).[4]
- El blau representa la pau i l'harmonia a la regió.
- Els símbols del sol i la lluna representen la permanència (Nepal romandrà a la Terra igual que ho fan el sol i la lluna a l'univers). Els pètals de cadascun (12 i 8, respectivament) representen les fases celestes d'aquests astres segons la tradició nepalesa.

- La forma punxeguda representa l'Himàlaia.

## Construcció i dimensions
La bandera del Nepal no només no és rectangular, sinó que el contorn de la bandera del Nepal és certament complex. Una descripció precisa pas a pas de la construcció de la forma consta amb detall a la constitució del Nepal.

### Relació d'aspecte
Si hom divideix la longitud del costat inferior entre la l'alçada de la bandera, obté una proporció irracional:
≈ 1:1.21901033...
Per entendre d'on surt aquesta ratio tan poc ortodoxa, cal veure que la guia de construcció de la figura comença amb una relació molt més habitual (3:4) i la relació final s'obté quan exteriorment a la figura s'hi afegeix el marge blau.

### Colors
| Model de color | Blau        | Vermell     | Blanc         |
| -------------- | ----------- | ----------- | ------------- |
| CMYK           | 100–81–0–23 | 0–100–80–5  | 0–0–0–0       |
| RGB            | 0, 56, 147  | 220, 20, 60 | 255, 255, 255 |
| HTML           | #003893     | #DC143C     | #FFFFFF       |